# Peter de Leeuwe (muzikant)

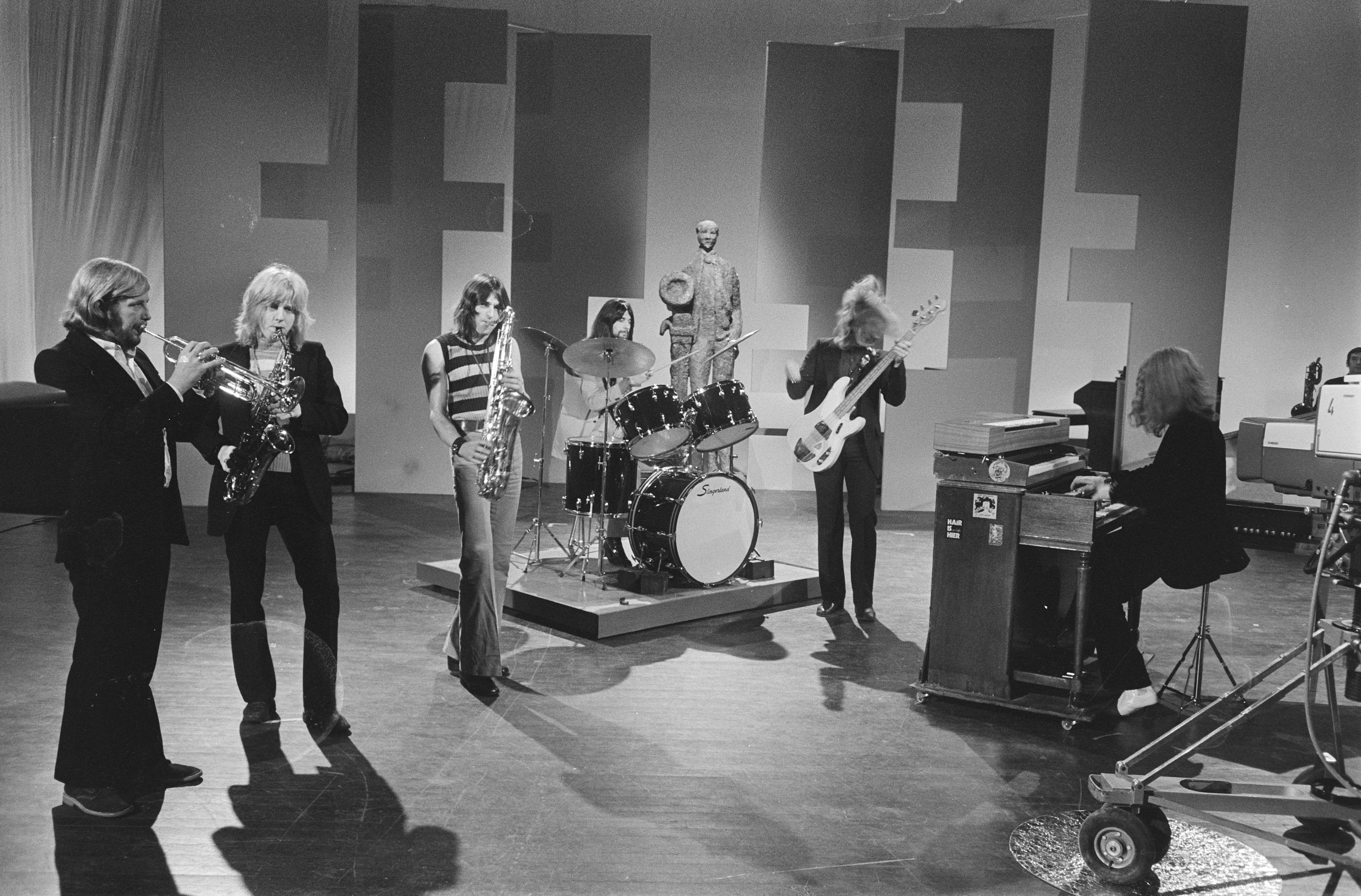
Ekseption met Peter de Leeuwe op drums (1971)

Peter de Leeuwe (31 december 1947 – Haarlem, 4 februari 2014) was een Nederlands drummer. De Leeuwe was autodidact.
Hij maakte deel uit van The Moans, The Hottletts (samen met Cor Dekker), Los Zomos, onbekend gebleven bands uit de regio Haarlem en Beverwijk. Na The Hottletts speelde hij even bij The Bintangs (1966-1967). Hij was echter al vertrokken voordat The Bintangs hun eerste album opnamen. De Leeuwe is echter volgens Peter Koelewijn te horen op hun single Splendid sight. Op de volgende single Pile-works stond de band met naam en toenaam afgebeeld, dus ook op die single speelde De Leeuwe.
De Leeuwe schoof door naar Cuby + Blizzards. Door toedoen van roadie Martin ter Plegt werd hij echter in 1969 drummer bij Ekseption een band met later wereldwijde faam. Hij volgde in die hoedanigheid Tim Griek op. Hij was ook de beoogde drummer van Trace, de band die Rick van der Linden oprichtte na zijn vertrek bij Ekseption. Van der Linden vond zijn achterneef Pierre van der Linden echter technisch beter. Hierop verliet de Leeuwe de muziekwereld, mede doordat hij gehoorproblemen had gekregen. Hij kon dan ook maar af en toe meedoen als Ekseption weer eens een reünie had. Wel drumde hij op het derde album van Trace (The White Ladies; 1976).
Op latere leeftijd kreeg De Leeuwe ook mentale problemen en moest noodgedwongen in een verzorgingshuis wonen. Hij overleed op 66-jarige leeftijd aan een hartstilstand.